# Зелб
Зелб (њем. Selb) општина је у њемачкој савезној држави Баварска. Једно је од 17 општинских средишта округа Вунзидел (Фихтел). Према процјени из 2010. у општини је живјело 16.298 становника. Посједује регионалну шифру (AGS) 9479152.

## Географски и демографски подаци
Зелб се налази у савезној држави Баварска у округу Вунзидел (Фихтел). Општина се налази на надморској висини од 562 метра. Површина општине износи 62,4 km². У самом мјесту је, према процјени из 2010. године, живјело 16.298 становника. Просјечна густина становништва износи 261 становника/km².

## Међународна сарадња
| Мјесто    | Држава    | Врста сарадње | Од    |
| --------- | --------- | ------------- | ----- |
|           | Француска | партнерство   | 2000. |
| Кутахја   | Турска    | пријатељство  | 1975. |
| Мицунами  | Јапан     | пријатељство  | 1966. |
| Пардубице | Чешка     | партнерство   | 2000. |
| Извор     |           |               |       |